# Chikkabyalalu, Piriyapatna
Chikkabyalalu là một làng thuộc tehsil Piriyapatna, huyện Mysore, bang Karnataka, Ấn Độ.